# Garra chebera
Garra chebera är en fiskart som beskrevs av Habteselassie, Mikschi, Ahnelt och Waidbacher 2010. Garra chebera ingår i släktet Garra och familjen karpfiskar. Inga underarter finns listade i Catalogue of Life.